# Angriffe auf die Krim seit Beginn der russischen Invasion in der Ukraine

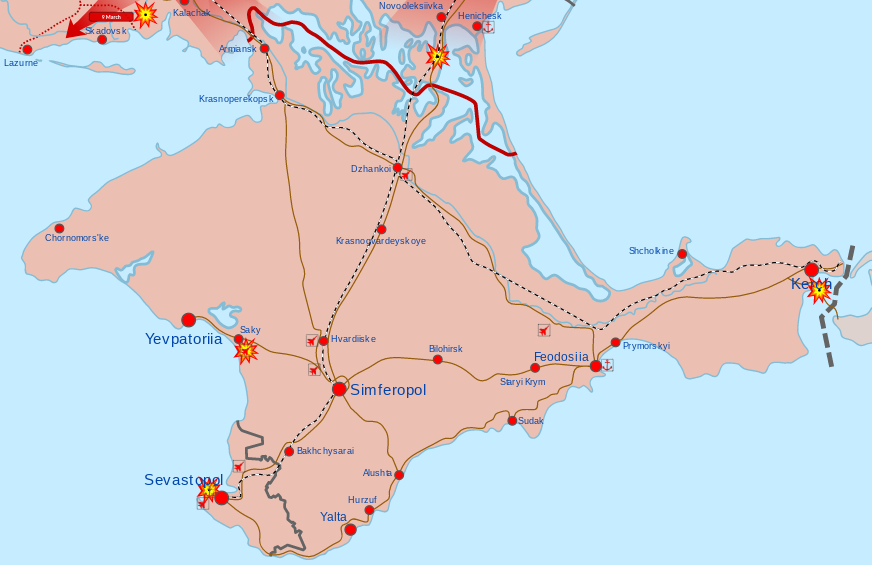
Halbinsel Krim

Die Angriffe auf die Krim seit Beginn der russischen Invasion in der Ukraine werden ab Juli 2022 mutmaßlich von ukrainischem Militär durchgeführt. Dabei kam es zu einer Reihe von Explosionen und Bränden auf der seit 2014 von Russland besetzten Halbinsel Krim, von der aus die russische Armee während der russischen Invasion der Ukraine ihre Offensive auf die Südukraine gestartet hatte. Die besetzte Krim war ein Stützpunkt für die anschließende russische Besetzung der Oblast Cherson und der Oblast Saporischschja. Die ukrainische Regierung hat nicht die Verantwortung für alle Angriffe übernommen.

## Verlauf

### 2022

#### Juli
Am Morgen des 31. Juli griff eine Drohne mit einem Sprengsatz das Hauptquartier der Schwarzmeerflotte in Sewastopol an. Sechs Menschen wurden verletzt. Aufgrund des Angriffs auf die Stadt wurden alle Feierlichkeiten anlässlich des Tages der Marine abgesagt. Ukrainische Beamte bestritten eine Beteiligung an dem Angriff, wiesen aber auf die Schwäche des russischen Luftabwehrsystems auf der Krim hin.

#### August
Am 9. August ereigneten sich auf dem Luftwaffenstützpunkt Saky in der Stadt Nowofedoriwka auf der Krim eine Reihe großer Explosionen. Dabei wurden Berichten zufolge eine Person getötet und 13 verletzt. Satellitenbildern zufolge wurden 7 Flugzeuge zerstört und 3 beschädigt. Die Militärbasis war während der Annexion der Krim 2014 von russischen Streitkräften beschlagnahmt worden. Zunächst wies die Ukraine jede Verantwortung zurück. Später behauptete der Befehlshaber der ukrainischen Streitkräfte, Walerij Saluschnyj, es habe sich um einen ukrainischen Raketenangriff gehandelt.
Am 16. und 17. August sollen die ukrainischen Streitkräfte eine Reihe von Sabotageakten in einem Munitionsdepot in der Nähe des Dorfes Majskoje und in einem Elektrizitätswerk in Dschankoj selbst verübt haben. Zwei Personen wurden verletzt. Nach Angaben des Bürgermeisters von Melitopol, Iwan Fedorow, haben die Besatzungsbehörden der Krim nach den Explosionen mit einer Evakuierung begonnen. Berichten zufolge wurden rund 2000 Menschen evakuiert. Sergei Aksjonow, einer der Leiter der russischen Behörden auf der Krim, kündigte die Eingrenzung einer Zone mit einem Radius von 5 km um das Epizentrum der Explosion und die Evakuierung der Bevölkerung aus dieser Zone an.
Am Morgen des 21. August waren in Sewastopol Explosionen zu hören, die nach Angaben der Krim-Behörden von der Luftabwehr verursacht wurden. Am nächsten Tag ertönten erneut Explosionen in der Stadt, und die Besatzungsbehörden gaben bekannt, dass eine Drohne abgeschossen worden sei. Am 23. August waren mehrere Explosionen zu hören, auch das Flugabwehrraketensystem explodierte in der Nähe der Stadt, der Gouverneur von Sewastopol, Michail Raswoschajew, sagte, dass eine Drohne über dem Meer abgeschossen wurde. Am 26. August wurde das Flugabwehrsystem im Dorf Nowooserne bei Jewpatorija aktiv.

#### September
Am 7. September ertönten in Jewpatorija mehrere Explosionen. Die Besatzungsbehörden der Russischen Föderation in der Region kündigten die Aktivierung der Luftabwehr und die Zerstörung mehrerer Drohnen an. Am 21. September wurde am Soldatskij-Strand in der Kozacha-Bucht in Sewastopol eine maritime Drohne entdeckt. Sie wurde untersucht, dann auf das Meer hinausgeschleppt und gesprengt. Am 26. September kam es in Jalta, Hursuf und Simferopol zu einer Reihe von Explosionen, bei denen angeblich Luftabwehrsysteme ausgelöst wurden.

#### Oktober
Am 1. Oktober kam es zu Explosionen auf dem Militärflughafen Belbek in der Nähe von Sewastopol, das Luftverteidigungssystem schoss angeblich eine Drohne in dem Gebiet ab. Am 8. Oktober gegen 6:00 Uhr morgens ereignete sich eine Explosion auf der Krimbrücke. Dabei stürzten zwei Fahrspuren ein und die Tanks eines Zuges auf der Eisenbahnbrücke gerieten in Brand. Später am Tag wurde eine einspurige Fahrspur für Kraftfahrzeuge mit wechselnden Richtungen geöffnet und eine Fähre für den Schwerlastverkehr eingerichtet. Auch der Bahnverkehr wurde wieder aufgenommen. Der Angriff auf die Brücke wurde von Wladimir Putin als Grund für die Raketenangriffe auf die Ukraine im Oktober 2022 angegeben. Am 27. Oktober wurde Berichten zufolge ein Kraftwerk in Balaklawa in der Region Sewastopol angegriffen, wobei geringfügige Schäden entstanden, aber keine Opfer zu beklagen waren.

##### Drohnenangriff auf Sewastopol
Am 29. Oktober wurde der von Russland besetzte Flottenstützpunkt Sewastopol von unbemannten Überwasserfahrzeugen und Drohnen aus der Luft angegriffen. Nach Angaben der russischen TASS ertönte am 29. Oktober um 4:20 Uhr eine starke Explosion, nach der mehrere weitere „Klatschen“ zu hören waren. In den Telegram-Kanälen begannen Videos zu kursieren, die schwarzen Rauch über Sewastopol zeigten und in denen Explosionen zu hören waren. Neun UAVs und sieben USVs waren nach Angaben russischer Behörden an dem Angriff beteiligt. Die Analysten von GeoConfirmed gehen davon aus, dass zwischen sechs und acht Drohnen an dem Angriff auf russische Schiffe beteiligt waren und dass sie mindestens drei Schiffe getroffen haben; zwei Marinedrohnen wurden höchstwahrscheinlich zerstört. Eines der Schiffe, das in den Videos beschädigt wurde, war die Admiral Makarow, das neue Flaggschiff der russischen Schwarzmeerflotte, nachdem die Moskwa gesunken war.
Nach den Angriffen schalteten die russischen Behörden die Übertragungen der Überwachungskameras der Stadt mit der Begründung ab, dass sie „dem Feind die Möglichkeit geben, die Verteidigungssysteme der Stadt aufzuspüren“, und verbot die Einfahrt von Booten in die Bucht von Sewastopol. Russland beschuldigte die Ukraine und das Vereinigte Königreich, in die Vorbereitung der Anschläge verwickelt zu sein. Russische Vertreter erklärten, der Anschlag sei „unter der Leitung britischer Spezialisten durchgeführt worden, die sich in der ukrainischen Stadt Otschakiw (Oblast Mykolajiw) aufhielten“, und die russischen Behörden behaupteten, dieselbe Einheit „britischer Spezialisten“ sei auch an dem „Terrorakt in der Ostsee“ beteiligt gewesen, als die Gaspipelines „Nord Stream“ und „Nord Stream – 2“ in die Luft gesprengt wurden. Das britische Verteidigungsministerium reagierte mit der Aussage, dass Russland „mit Lügen epischen Ausmaßes hausieren geht“. Nach dem Angriff setzte Russland seine Teilnahme an der Schwarzmeer-Korninitiative für vier Tage aus. Trotz der russischen Ankündigung fuhren weiterhin Getreideschiffe aus der Ukraine. Vor diesen Ereignissen hatte die Ukraine vor möglichen russischen Plänen gewarnt, aus dem Abkommen auszusteigen.

#### November
Am 22. November wurden mehrere Explosionen über Sewastopol gemeldet, Zeugen berichteten, dass die Luftabwehrsysteme aktiviert wurden und der Seeverkehr daraufhin eingestellt werden musste. Später berichteten örtliche Beamte, dass bei dem angeblichen Angriff zwei Drohnen zerstört und ein weiterer Angriff über dem Schwarzen Meer abgewehrt worden sei, wobei keine Verletzten oder nennenswerte Schäden gemeldet wurden.

#### Dezember
Am 10. Dezember wurden Explosionen in Sewastopol gemeldet, die Luftabwehrsysteme sollen aktiviert worden sein. Am 30. Dezember wurden erneut Explosionen in Sewastopol gemeldet, Luftabwehrsysteme und russische Flugzeuge fingen Berichten zufolge eine Rakete über dem Meer ab.

### 2023

#### Januar
Am 2. Januar wurden Explosionen in Sewastopol gemeldet, Luftabwehrsysteme aktiviert und zwei Drohnen über dem Meer zerstört, wie die russischen Behörden mitteilten. Ein Tag darauf wurden erneut Explosionen in Dschankoj gemeldet, Luftabwehrsysteme sollen aktiviert worden sein, Zeugen berichteten auch von der Zerstörung einer Art „Ziel“. Am 15. Januar wurden weitere Explosionen in Sewastopol gemeldet, Luftabwehrsysteme wurden aktiviert und zerstörten nach Angaben der örtlichen Behörden angeblich eine Drohne über der Bucht von Sewastopol.

#### Februar
Am 3. Februar 2023 kündigte die Regierung der Vereinigten Staaten ein Hilfspaket für die Ukraine an, das auch die bodengestützte Bombe mit kleinem Durchmesser (GLSDB) umfasst, die aus den vorhandenen, von der Ukraine betriebenen HIMARS- oder MLRS-Raketen (oder aus einer eigenen Rakete) abgefeuert werden kann, um russische Ziele zu treffen, die aus der GMLRS-Reichweite verlegt worden sind. Der GLSDB verdoppelt nahezu die Reichweite, die die Ukraine bisher mit diesen Raketenwerfern erreichen konnte (150 km gegenüber 85 km mit GMLRS). Damit wären „alle russischen Nachschublinien im Osten der [Ukraine] sowie ein Teil der von Russland besetzten Krim in Reichweite“, wie Reuters berichtete. „Russland nutzt die Krim als große Militärbasis, von der aus es Verstärkungen für seine Truppen an der Südfront schickt“, sagte der ukrainische Militäranalyst Oleksandr Musijenko. „Wenn wir eine 150-km-Munition hätten, könnten wir diese erreichen und die logistische Verbindung zur Krim unterbrechen.“ Es wurde spekuliert, dass die GLSDB es der Ukraine ermöglichen könnte, den Flugplatz Dzhankoi im Norden der Krim ins Visier zu nehmen, der als Logistikzentrum der russischen Armee gilt. Dschankoj ist ein wichtiger Eisenbahn- und Straßenknotenpunkt in dem Versorgungsnetz, den Russland bei seinem Angriff auf die Ukraine nutzt, und zusammen mit den umliegenden Gebieten als die größte russische Militärbasis auf der Krim bezeichnet wird. Die Ukraine hält das Gebiet jenseits des Dnjepr von Nowa Kachowka (in der Nähe des Beginns des Nord-Krim-Kanals). Die Entfernung zwischen Nowa Kachowka und Dschankoj beträgt 141 km. Außerdem wurde geschätzt, dass die Krimbrücke über die Straße von Kertsch in Reichweite der GLSDB käme, wenn die Ukraine bis nach Prymorsk an ihrer Südküste vordringen könnte. Diese Brücke ist die wichtigste Versorgungsroute für die russischen Militärstützpunkte auf der Krim und für die russischen Streitkräfte in der Südukraine.

#### März
Am 4. März waren im besetzten Bezirk Simferopol Explosionen zu hören, eine Drohne soll über dem Dorf Hwardijiske abgeschossen worden sein, eine offizielle Bestätigung der Berichte durch die örtlichen Behörden gab es nicht.
Das ukrainische Verteidigungsministerium teilte am 20. März mit, dass russische „Kalibr-KN“-Marschflugkörper, die in einem Zug in Dschankoj transportiert wurden, bei einem Raketenangriff auf der von Russland besetzten Krim zerstört wurden; bei dem Angriff wurde auch das Eisenbahnsystem in der Region schwer beschädigt. Der von Russland eingesetzte Leiter der Krim, Sergei Aksjonow, bestätigte, dass es einen Angriff gegeben habe und das Luftabwehrsystem der Region aktiviert worden sei. Oleg Krjutschkow, ein Berater von Aksjonow, behauptete, der Drohnenangriff habe zivilen Zielen gegolten. Die örtlichen Behörden verhängten nach dem Anschlag den Ausnahmezustand.
Am 22. März wurden über Nacht Explosionen in der Bucht von Sewastopol gemeldet, angeblich fiel infolge dieser Explosionen der Strom aus, Zivilisten berichteten, sie hätten in der Nacht und am Morgen mehrere „Schüsse“ und Explosionen über der Bucht gehört, es wurde behauptet, diese lauten Geräusche seien das Ergebnis eines Drohnenangriffs, lokale Telegrammkanäle berichteten von einem möglichen Angriff durch UAVs und USVs, wobei eine UAV angeblich abgeschossen wurde; der Seeverkehr wurde nach dem angeblichen Angriff unterbrochen.

#### April
Am 25. April 2023 aufgenommene Satellitenbilder eines russischen Militärstützpunkts in Medwediwka, Bezirk Dschankoj, zeigen, dass gepanzerte Fahrzeuge und Artillerie, die sich im Oktober 2022 und im Januar 2023 in diesem Gebiet befanden, nicht mehr vorhanden sind. Experten vermuten, dass dies mit Verteidigungsoperationen im Vorfeld einer erwarteten ukrainischen Gegenoffensive zusammenhängen könnte.
Ukrainische Streitkräfte haben wahrscheinlich am 29. April ein Öllager in der Kozacha-Bucht in Sewastopol angegriffen. Der daraus resultierende Brand erstreckte sich nach Angaben des Besatzungsgouverneurs von Sewastopol, Michail Raswoschajew, auf eine Fläche von 1000 Quadratmetern. Es ist Filmmaterial verfügbar, das einen Großbrand in der Lagerhalle zeigt. Das ukrainische Militär warnte, dies sei der Auftakt zu einer Frühjahrsoffensive.

#### Mai
Am 11. Mai 2023 wurde bekannt gegeben, dass das Vereinigte Königreich „eine Anzahl“ luftgestützter Marschflugkörper des Typs Storm Shadow in die Ukraine schickt. Diese Waffe hat eine offizielle Reichweite von „mehr als“ 250 km. Dies reicht zwar nicht an die 300 km Reichweite des US-amerikanischen ATACMS heran, würde es aber ermöglichen, dass eine von der Ukraine aus einem über der Stadt Cherson fliegenden Flugzeug abgefeuerte Storm-Shadow-Rakete den russischen Marinestützpunkt Sewastopol im Süden der Krim erreicht, der Sitz der russischen Schwarzmeerflotte ist. (Entfernung 245 km).

#### Juli
Am 17. Juli 2023 wurde die Krim-Brücke über die Straße von Kertsch erneut angegriffen, diesmal von zwei ukrainischen Marinedrohnen, wie das Nationale Antiterrorkomitee Russlands mitteilte. Mindestens ein Teil stürzte ein, der Eisenbahnabschnitt scheint jedoch unbeschädigt zu sein.

#### August
In der Nacht zum 24. August 2023 landeten ukrainische Spezialeinheiten des Militärgeheimdienstes HUR im Westen der Krim nahe den Orten Oleniwka und Majak im Rajon Tschornomorske, wobei es zu einem Schusswechsel kam. Nähere Angaben zu den Zielen des Einsatzes und zu Verlusten wurden nicht bekannt.

#### September
Am 22. September 2023 fand ein Raketenangriff auf das Hauptquartier der Russischen Schwarzmeerflotte statt. Ukrainischen Angaben zufolge wurden neun Personen getötet und 16 verletzt, unter ihnen hochrangige Offiziere.

#### Dezember
Am Morgen des 26. Dezember griffen ukrainische Flugzeuge mit Lenkwaffen das russische Landungsschiff Nowotscherkassk der Ropucha-Klasse im Hafen von Feodossija an und beschädigten es. Ob das Schiff anschließend sank, wie von ukrainischer Seite behauptet, konnte bislang nicht bestätigt werden. Die ukrainische Seite gab an, das Schiff sei zum Transport iranischer Drohnen verwendet worden.

### 2024

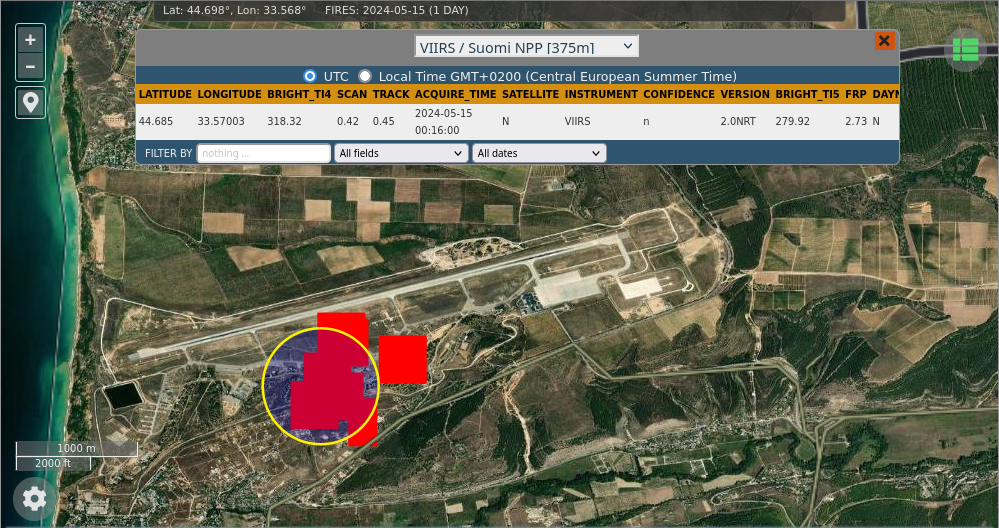
NASA-satellitenfoto zeigt großflächige Feuer im Militärflughafen Belbek am 15. Mai 2024 00:16:00 (UTC)

#### Mai
In der Nacht zum 15. Mai 2024 zerstörte die Ukraine mindestens zwei russische Kampfflugzeuge vom Typ Mig-31 sowie eine Treibstoffanlage im Militärflughafen Belbek.